# 列支敦士登同性婚姻
列支敦士登的婚姻法案修正在2024年7月9日得到列支敦士登亲王汉斯·亚当二世御准，使得列支敦士登的同性婚姻于2025年1月1日生效。

## 历史

### 伴侣制度
2011年3月16日，列支敦士登國會通過同性民事伴侶關係法案。6月19日，列支敦士登就同性民事伴侶關係法案舉行了全民投票，投票結果顯示，支持同性伴侶關係法案的人佔68.8%的明顯多數，而反對者只佔31.2%，法案獲得了全民投票通過。法案於2011年9月1日正式生效。